# 阿尔贝特·黑德里希
阿尔贝特·黑德里希（德語：Albert Hedderich，1957年12月11日—），德国男子赛艇运动员。他曾代表西德参加1984年夏季奥林匹克运动会赛艇比赛，获得男子四人双桨金牌。